# Kanton Briey
Kanton Briey (fr. Canton de Briey) byl francouzský kanton v departementu Meurthe-et-Moselle v regionu Lotrinsko. Tvořilo ho devět obcí. Zrušen byl po reformě kantonů 2014.

## Obce kantonu
- Anoux
- Avril
- Les Baroches
- Briey
- Jœuf
- Lantéfontaine
- Lubey
- Mance
- Mancieulles